# Kathleen M. Eisenhardt
Kathleen Marie Eisenhardt ist eine US-amerikanische Wirtschaftswissenschaftlerin.

## Leben und Wirken
Eisenhardt erhielt von der Brown University einen Bachelor in Maschinenbau, von der Naval Postgraduate School einen Master in Informatik und wurde 1982 von der Stanford University mit einer Arbeit zur Organisationstheorie zum Ph. D. promoviert. Dort hat sie eine Professur für Strategie und Organisation inne.
Eisenhardt beschäftigt sich mit den Themengebieten der Organisation und Strategie von sich schnell ändernden Märkten und Technologiefirmen aus dem Bereich der Telekommunikation, Software, Computer, Biotechnologie, Internet und der Halbleiterindustrie. Weitere Themen ihrer Forschung sind Mergers & Acquisitions, Synergie, Unternehmertum, Zusammenarbeit und Wettbewerb unter besonderer Berücksichtigung der Komplexitäts-, Evolutions- und Spieltheorie.
Eine besondere Bekanntheit erlangte Eisenhardt in der betriebswirtschaftlichen Forschung durch ihren Beitrag Building Theories from Case Study Research aus dem Jahr 1989. Dieser in der Fachzeitschrift Academy of Management Review erschienene Beitrag wurde zum Standard für Fallstudienforschung in der Betriebswirtschaftslehre, bei der das Ziel die Erzeugung von Theorie ist. Sie erinnerte sich später einmal:

„Als ich Building Theories from Case Study Research schrieb, war ich ein Assistenzprofessorin ohne Dauervertrag mit wenigen Veröffentlichungen und hatte keine Ahnung, was aus dem Artikel einmal werden würde. Die Erkenntnis, wie entscheidend Building Theories für viele Forscher beim Start ihrer eigenen Karriere oder bei der Erweiterung ihres Methodenrepertoires wurde, macht mich zufrieden. Im Laufe der Zeit wurden jedoch Aspekte der Methode missverstanden oder in unpassende Typologien gezwungen.“

## Schriften
- Organisational control from the perspective of agency theory. A field setting example. Dissertation, Stanford University, 1982
- mit Shona L. Brown: Competing on the Edge. Strategy as Structured Chaos. Harvard Business School Press, Boston 1998, ISBN 0-87584-754-4

## Auszeichnungen
- 1991 Pacific Telesis Foundation Award (Pacific Telesis Foundation)
- 1994 Whittemore Prize for Outstanding Research
- 1994 Stern Best Paper on Entrepreneurship and Innovation
- 1999 George R. Terry Book Award (Academy of Management)
- 2001 ASQ Award for Scholarly Contribution (Administrative Science Quarterly)
- 2007 Dan and Mary Lou Schendel Best Paper Award (mit Jeff Martin für ihren Aufsatz: Dynamic capabilities. What are they?)

## Mitgliedschaften
- 1997 Academy of Management
- 2007 Strategic Management Society
- 2016 British Academy (Auswärtiges Mitglied)